# Home studio photo
Ne doit pas être confondu avec Home studio.
Un home studio photo est un mini studio photographique de prise de vue de portrait et de nature morte à installer dans un domicile privé.

## Matériel
Le matériel de base comprend :
- Un dérouleur de fond papier ;
- Une boîte à lumière ;
- Un spot Fresnel ;
- Des réflecteurs (parapluies, etc.) ;
- Un flash de studio ou un flash cobra ;
- Un ou deux trépied d'éclairage ;
- Un trépied photo ;
- Des rouleaux de gaffer de différentes couleurs ;
- Etc..